# 山内絵美子
山内 絵美子（やまうち えみこ、1953年12月17日 - ）は、日本の女優・歌手。北海道函館市出身。身長164cm、B88cm、W59cm、H88cm（1975年3月）

## 人物・来歴
遺愛女子高等学校卒業。1972年に上京後、スカウトされモデルとしてデビュー、1973年、東映に所属となり、山内えみ子の芸名でデビュー。
映画デビュー作『ネオンくらげ』でグラマラスなヌードと体当たり演技を披露し注目され、以後セクシーかつ不良の香りのする役で『番格ロック』、『ネオンくらげ 新宿花電車』に主演。
1974年、映画『聖獣学園』に助演後、歌手としてもデビュー。ロングヘアーの黒髪が印象的な女優だったが、歌手活動後の70年代後半にはショーカットのスタイルにしている。
1980年代後半までテレビドラマなどで活躍。なお、芸名表記は、映画デビュー作『ネオンくらげ』の時点で山内えみこ。その後、山内恵美子→山内絵美子と変遷している。

## 逸話
山内えみこがデビューした当時、東映のドル箱といえば実録ヤクザ映画で、その併映（B面番組）はスケバン映画というのが一般的だった。しかし、スケバン映画のスター、池玲子と杉本美樹は何度も引退宣言を繰り返しており、東映は第三のスター養成を急いでいた。その期待を背負ったのが山内で、主演第2作『番格ロック』（1973年9月25日公開）は『仁義なき戦い 代理戦争』の併映に選ばれた。
しかし、東映の岡田茂社長が『燃えよドラゴン』を日本での一般公開前に試写会で観劇し、千葉真一主演でカンフーを空手に置き換えた"カラテ映画"製作の指示を出し、『激突! 殺人拳』（1974年2月2日公開）が作られ大ヒットすると、立て続けに"カラテ映画"製作を指示した。するとそれまでスケバン映画が独占してきた実録ヤクザ映画のB面番組枠を"カラテ映画"が奪ってしまった。
特にやはり岡田が千葉真一と鈴木則文とで売り出した志穂美悦子が大人気となると山内の出番はなくなり、山内は東映テレビ室に送られることとなる。山内は1974年に歌手としてもデビューするが、1974年以降の映画は『サーキットの狼』など3本に助演するに止まり、テレビドラマがメインとなった。
もしも志穂美悦子がデビューしていなければ、山内えみこは今もなお栄光のスケバン女優OGとして映画史に名をとどめていたのでは、とも評される。

## 出演

### 映画
- ネオンくらげ（1973年、東映）
- 番格ロック（1973年、東映）
- ネオンくらげ 新宿花電車（1973年、東映）
- 聖獣学園（1974年、東映）
- 犬神の悪霊（1977年、東映）
- サーキットの狼（1977年、東映）
- 純（1980年、東映セントラルフィルム）

### テレビドラマ
- プレイガール（1973年、12ch） 
  - 第225話「女子高校生・番長殺人事件」 - ひな子
  - 第240話「裸の女にゃトゲがある」 - 戸田あずさ
- 非情のライセンス 第1シリーズ 第36話「兇悪の子猫たち」（1973年、NET・東映） - 今日子
- アイフル大作戦 第49話「真夜中のアリバイ! 個人授業」（1974年、TBS・東映） - 山西としえ
- 高校教師（1974年、12ch・東宝） - 坂本紀子（レギュラー）
- 人魚亭異聞 無法街の素浪人（1976年4月 - 9月、NET） - お千代（レギュラー）
- ベルサイユのトラック姐ちゃん 第11話「わたしの蜜を吸って!」（1976年、NET・東映）
- マチャアキの森の石松（NET・国際放映）
- コードナンバー108 7人のリブ（1976年、関西テレビ） - 姉小路由紀絵（レギュラー）
- 魂の試される時（1978年、フジテレビ）
- 鉄道公安官 第12話「もりおか4号・消えた花嫁」（1979年、テレビ朝日・東映） - 村上アキコ
- 銭形平次 第710話「御用船大爆破」（1980年3月、フジテレビ） - お蝶
- 特捜最前線（テレビ朝日・東映）　
  - 第223話「ピラニアを飼う女たち!」（1981年） - 女医・内藤タカコ
  - 第341話「殺人マラソンコース」（1983年） - 東田ルミ
- ザ・ハングマンII 第11話「ヤミの談合ナマ中継」（1982年、朝日放送・松竹芸能） - 安原恵子
- 斬り捨て御免! 第3シリーズ 第17話「湯殿で襲われた女賭博師」（1982年、テレビ東京） - 女賭博師・お時
- 眠狂四郎円月殺法 第11話「姫君みだれ舞い妖艶剣 -藤枝の巻-」（1983年、テレビ東京） - 貴世姫
- 赤かぶ検事奮戦記 第3シリーズ 第12話「なぜ楊貴妃は首を吊ったか?」（1983年、朝日放送） - 杉原なおみ
- 暴れん坊将軍II 第11話「花散る里の夢見鳥」（1983年、テレビ朝日）  - ゆかり
- 大江戸捜査網（テレビ東京）
  - 第606話「哀愁別れ唄 さざんかの宿」（1983年） - おさと
  - 第620話「美女誘拐! 涙の居残り野郎」（1983年） - おゆき
- 部長刑事 第1296話「暴排刑事シリーズ 4匹のサソリが来た!」（1983年、朝日放送）
- ザ・サスペンス 「年一回の訪問者 殺しを見た女」（1983年、TBS）
- 夫婦ねずみ今夜が勝負!（1984年、テレビ東京）
- 太陽にほえろ! 第659話「夏の光」（1985年、日本テレビ・東宝） - 野々宮加奈子
- 恋に恋して恋きぶん（1987年、TBS）
- 現代恐怖サスペンス / 猫と同じ色の闇（1987年、関西テレビ）
- 土曜ドラマスペシャル / 源氏鶏太「重役の椅子」より・「上役が遺した愛人」（1988年、TBS）
- 土曜ワイド劇場（テレビ朝日）
  - 湖底の美女 江戸川乱歩の湖畔亭事件（1982年、松竹） - 西沢マキ
  - 女教師 白い肌の記憶「脅迫される外科医」（1983年、朝日放送・松竹芸能）
  - 目撃証言を頼んだ女～独身子連れ探偵の華麗なる転身!（1991年）

### 音楽番組
- 夜のヒットスタジオ（1978年7月、フジテレビ）
- NTV紅白歌のベストテン（1978年7月、日本テレビ）
- 金曜10時!うわさのチャンネル!!（1978年7月、日本テレビ）

※以上何れも「太陽は泣いている センセーション'78」の歌唱で出演。

## ディスコグラフィ

### シングル
| #               | 発売日          | A/B面           | タイトル                           | 作詞            | 作曲            | 編曲            | 規格品番        |
| 山内えみこ 名義 | 山内えみこ 名義 | 山内えみこ 名義 | 山内えみこ 名義                    | 山内えみこ 名義 | 山内えみこ 名義 | 山内えみこ 名義 | 山内えみこ 名義 |
| キングレコード  | キングレコード  | キングレコード  | キングレコード                     | キングレコード  | キングレコード  | キングレコード  | キングレコード  |
| --------------- | --------------- | --------------- | ---------------------------------- | --------------- | --------------- | --------------- | --------------- |
| 1               | 1974年 9月      | A面             | 熊ん蜂                             | ちあき哲也      | 高田弘          | 高田弘          | BS-1857         |
| 1               | 1974年 9月      | B面             | おんな虫                           | ちあき哲也      | 高田弘          | 高田弘          | BS-1857         |
| 2               | 1975年 1月      | A面             | 哀愁                               | 橋本淳          | 鈴木邦彦        | 竜崎孝路        | BS-1882         |
| 2               | 1975年 1月      | B面             | 真夜中のふたり                     | 橋本淳          | 鈴木邦彦        | 高田弘          | BS-1882         |
| 3               | 1975年 7月      | A面             | 悪の華                             | 橋本淳          | 都倉俊一        | 都倉俊一        | BS-1938         |
| 3               | 1975年 7月      | B面             | 黄昏のモンテカルロ                 | 橋本淳          | 都倉俊一        | 都倉俊一        | BS-1938         |
| 4               | 1976年 2月      | A面             | 錆びた心                           | 藤公之介        | 川口真          | あかのたちお    | BS-1998         |
| 4               | 1976年 2月      | B面             | チャイナタウン                     | 藤公之介        | 川口真          | あかのたちお    | BS-1998         |
| 山内恵美子 名義 |                 |                 |                                    |                 |                 |                 |                 |
| 5               | 1977年 2月      | A面             | 笑わせるじゃないか                 | 中島みゆき      | 中島みゆき      | クニ河内        | GK-81           |
| 5               | 1977年 2月      | B面             | ほっといてよ                       | 中島みゆき      | 中島みゆき      | クニ河内        | GK-81           |
| ビクター        |                 |                 |                                    |                 |                 |                 |                 |
| 6               | 1978年 6月      | A面             | 太陽は泣いている センセーション'78 | 橋本淳          | 筒美京平        | 筒美京平        | SV-6441         |
| 6               | 1978年 6月      | B面             | 涙は紅く                           | 橋本淳          | 筒美京平        | 高田弘          | SV-6441         |
| 7               | 1979年 2月      | A面             | 凍土シティー                       | ちあき哲也      | 馬飼野康二      | 馬飼野康二      | SV-6549         |
| 7               | 1979年 2月      | B面             | ザ・プライベート                   | ちあき哲也      | 川口真          | 松井忠重        | SV-6549         |

### デュエット・シングル
| 発売日               | デュエット           | A/B面                | タイトル             | 作詞                 | 作曲                 | 編曲                 | 規格品番             |
| ワーナー・パイオニア | ワーナー・パイオニア | ワーナー・パイオニア | ワーナー・パイオニア | ワーナー・パイオニア | ワーナー・パイオニア | ワーナー・パイオニア | ワーナー・パイオニア |
| -------------------- | -------------------- | -------------------- | -------------------- | -------------------- | -------------------- | -------------------- | -------------------- |
| 1983年 7月23日       | 石立鉄男             | A面                  | 優しさゲーム         | 中里綴               | 高山狭               | 安川ひろし           | L-1627               |
| 1983年 7月23日       | 石立鉄男             | B面                  | チェイス             | 中里綴               | 高山狭               | 安川ひろし           | L-1627               |

### アルバム
1. 優しさゲーム（1983年、ワーナー・パイオニア） ※石立鉄男とのデュエットアルバム。